# エコロジカル・フットプリント

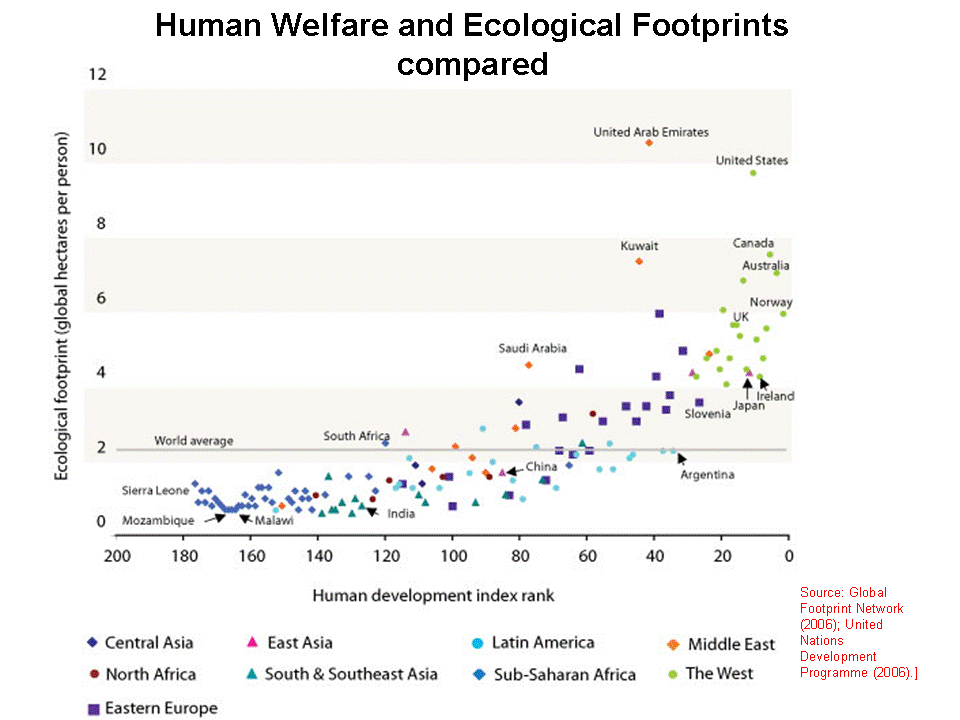
人間開発指数(HDI)による国家順位とエコロジカル・フットプリント(EF)の相関図
横軸はHDIによる国別の順位（右側ほど上位）。縦軸がEF（ヘクタール/人）。2ヘクタール付近にある灰色の横線は生物生産力の世界平均(1.8ha/人)。データは『生きている地球レポート2006』から。

エコロジカル・フットプリント（英: ecological footprint、EF）とは、地球の環境容量をあらわしている指標で、人間活動が環境に与える負荷を、資源の再生産および廃棄物の浄化に必要な面積として示した数値である。通常は、生活を維持するのに必要な一人当たりの陸地および水域の面積として示される。以下では、略語EFの表記を用いる。

## 概要
EFの元になる概念は、1990年代初期にカナダのブリティッシュコロンビア大学のウィリアム・リースとマティス・ワケナゲルにより、「収奪された環境収容力(Appropriated Carrying Capacity, ACC)」として提唱された。この用語が難解であったため、「人間活動が地球環境を踏みつけにした足跡」という比喩に基づき、「エコロジカル・フットプリント(EF)」と言う用語に変更された。文献にこの用語が用いられたのは、1992年のリースの論文が初出である。
リースがEFに与えた定義は、「ある特定の地域の経済活動、またはある特定の物質水準の生活を営む人々の消費活動を永続的に支えるために必要とされる生産可能な土地および水域面積の合計」である。EFは、生物学的な生産力と比較することによって、持続可能な利用ができているかあるいは需要過剰（オーバーシュート）となっているかを明らかにする指標として使われている。

## EFの算出法
具体的なEFの算出は、土地の種類別の基本データを積算することによって行なわれる。たとえば、日本におけるEFは下の表1のように計算されている。この表は、日本全体の人間活動によるEF(1990/1991年)は、実際の国土よりも15.4倍も広く、オーバーシュートしていることを示している。
| 種類（陸地・水域）            | 説明                                                 | EF/人 (ha/人) | 日本全体のEF (百万ha) | 国内現存面積 (百万ha) | 必要面積/現存面積 （倍） |
| ----------------------------- | ---------------------------------------------------- | ------------- | --------------------- | --------------------- | ------------------------ |
| 耕作地                        | 食料生産                                             | 0.23          | 28.1                  | 4.4                   | 6.4                      |
| 牧草地                        | 牧畜用                                               | 0.17          | 21.5                  | 0.8                   | 26.9                     |
| 森林                          | 木材・紙原料                                         | 0.18          | 22.2                  | 25.3                  | 0.9                      |
| 二酸化炭素吸収地 (国内排出分) | 排出される二酸化炭素を光合成で吸収するのに必要な面積 | 1.61          | 199.3                 | 25.3                  | 7.9                      |
| 二酸化炭素吸収地 (海外排出分) | 排出される二酸化炭素を光合成で吸収するのに必要な面積 | 0.57          | 70.4                  | 25.3                  | 2.8                      |
| 生産能力阻害地                | 社会インフラや住居など                               | 0.03          | 4.3                   | 4.3                   | 1.0                      |
| 陸地合計                      | 上記の総和                                           | 2.80          | 345.8                 | -                     | 9.2                      |
| 海洋淡水域合計                | 漁業資源再生産                                       | 1.90          | 234.5                 | -                     | 6.2                      |
| 総計                          |                                                      | 4.70          | 580.3                 | 37.8                  | 15.4                     |

## グローバルヘクタールと生物生産力
EFと比較する生物生産力（生物学的生産力）は、気候風土や利用形態によって生産性が全く異なっている。たとえば、一般に、熱帯・温帯地域では生産性が高く、乾燥気候や高緯度地域では生産性が低い。農耕地でも、作付ける作物の種類や農法によって生産性が異なってくる。
この差異を補正し、標準化した生物生産力の単位として「平均的な生物生産力をもつ土地1ヘクタール」に相当する「グローバルヘクタール」(gha)が考案されている。土地の種別ごとに、グローバルヘクタールを算出するための世界共通の係数は「等価ファクター」"equivalence factor"と呼ばれ、年毎に再計算されている。また、各国の実情を反映するための係数は、「収量ファクター」"yield factor"と呼ばれる。
したがって、「ある国の特定種類の土地の生物生産力総計」(単位:gha)=「その国の特定種類の土地の総面積」x「その国のその土地の収量ファクター」x「等価ファクター」となる。

## 利用

### 生きている地球レポート
環境問題に関する報告書である『生きている地球レポート』が、世界自然保護基金(WWF)によって1998年から隔年ごとに発行されている（直近は2008年版）。その中では、EFを用いた環境への負荷の分析が行なわれている。
『生きている地球レポート2006』では、世界全領域でのEFが生物生産力を上回るオーバーシュート状態は1980年代に起こったと記載している。2003年時点では、一人当たりのEF・生物生産力は、2.2(gha/人)と1.8(gha/人)であり、EFが生物生産力を20%強も上回る状態となっている(表2)。さらに、化石燃料の使用によるEFに特に着目し、1961年から2003年の間に9倍以上になったと指摘している。このような状態について、対処を行なわない場合、環境の再生機能が近未来に損なわれる可能性について警鐘を鳴らしている。
| 地域           | 総EF (100万 gha) | EF/人(a) (gha/人) | 生物生産力(b) (gha/人) | 生産力の過不足 b-a (gha/人) |
| -------------- | ---------------- | ----------------- | ---------------------- | --------------------------- |
| 世界           | 14,073           | 2.2               | 1.8                    | -0.4                        |
| アメリカ合衆国 | 2,819            | 9.6               | 4.7                    | -4.8                        |
| 中華人民共和国 | 2,152            | 1.6               | 0.8                    | -0.9                        |
| インド         | 802              | 0.8               | 0.4                    | -0.4                        |
| ロシア         | 631              | 4.4               | 6.9                    | 2.5                         |
| 日本           | 556              | 4.4               | 0.7                    | -3.6                        |
| ブラジル       | 383              | 2.1               | 9.9                    | 7.8                         |
| ドイツ         | 375              | 4.5               | 1.7                    | -2.8                        |
| フランス       | 339              | 5.6               | 3.0                    | -2.6                        |
| イギリス       | 333              | 5.6               | 1.6                    | -4.0                        |
| メキシコ       | 265              | 2.6               | 1.7                    | -0.9                        |

EFの内訳を見てみると、エネルギー使用に関するEF(二酸化炭素吸収地+原子力)は世界平均で 1.06+0.08= 1.14(gha/人)となり、合計EF 2.23(gha/人)の50%以上を占めている。また、所得別に区分けした国の比較では、高所得国では合計EFが 6.4(gha/人)であるのに対して、中所得国では三分の一以下の 1.9(gha/人)、低所得国ではさらに低い 0.8(gha/人)となっている(表3)。
| 地域（所得別） | 人口 (百万人) | 合計EF (gha/人) | 耕作地 (gha/人) | 牧草地 (gha/人) | 森林 (gha/人) | 漁場 (gha/人) | 二酸化炭素吸収地 (gha/人) | 原子力* (gha/人) | 構造物占有地 (gha/人) |
| -------------- | ------------- | --------------- | --------------- | --------------- | ------------- | ------------- | ------------------------- | ---------------- | --------------------- |
| 世界           | 6,301         | 2.23            | 0.49            | 0.14            | 0.23          | 0.15          | 1.06                      | 0.08             | 0.08                  |
| 高所得国       | 956           | 6.4             | 0.80            | 0.29            | 0.73          | 0.33          | 3.58                      | 0.46             | 0.25                  |
| 中所得国       | 3,012         | 1.9             | 0.47            | 0.17            | 0.16          | 0.15          | 0.85                      | 0.03             | 0.07                  |
| 低所得国       | 2,303         | 0.8             | 0.34            | 0.04            | 0.10          | 0.04          | 0.21                      | 0.00             | 0.05                  |

### 行政・立法での利用
2003年ごろから、イギリス各地の地方政府・議会においてEFを用いた環境負荷の評価が広がり始めている。そのほかにも、オーストラリアの西オーストラリア州でEFを用いた数値目標が発表されており、欧州連合においても環境負荷・持続可能性をあらわす指標の一つとして採用が検討されている。
日本でも環境学関連の研究および環境行政においてEFを取り上げる事例がある。2003年には国土交通省によって、日本全国と都道府県別のEFが算出されており、行政にどのように利用するか検討がなされている。

## 批判と限界
EFを用いたアプローチは、様々な理由に基づき批判を浴びてきた。良く取り上げられるのは1999年に公表された初期の批評である。2008年5月に欧州委員会環境総局へ答申された報告書には、これまでのEFに対する評価の中で、最新の独立した評価が記載されている。
これまで提示されたEFへの批判とそれに対する反論については、次のようなものがある。
論点1
（批評）EF計算は不完全で不正確である。
（反論）確かにその通りであり、全ての人間活動を計上したものではない。しかしながら、人間活動による影響を内輪で見積もり、少なくとも計算された大きさの影響が生じていることを示している。生物生産力と比較して、オーバーシュートしていることが判明した場合に、警告を与える指標としては十分に有用である。
論点2
（批評）生物生産力は技術革新で向上させることができ、環境収容力も向上させることができるのではないか。
（反論）EFは生物生産力の変化を表す指標ではない。EFは分析時点での環境への負荷を示す指標である。技術革新自体は有用であるが、技術の発展した国（表3.高所得国）とそうではない国々を比較するとわかるように、技術の発展は個人あたりのEFを増加させる傾向がある。
論点3
（批評）異なる土地形態の合算は、土地利用の代替性を前提としているが、成り立たない。
（反論）EFは情報を集約した指標の一つである。そういった指標の構成要素は、必ずしも交換可能である必要が無い。
論点4
（批評）特定の国・地域でオーバーシュートが起きているとしても、貿易で補っているので問題は無い。また、特定の国・地域では、自給自足できるほどの生物生産力を元々持っていない。
（反論）貿易自体を否定するものではない。全世界的な生物生産力の再配分を考えたとき、局地的な過剰消費について再考を求める指標として、EFは有用である。EFがオーバーシュート状態であると言うことは、自然資本の消耗を意味する。したがって、地球全体でのオーバーシュートは解消されなければならない。
論点5
（批評）化石燃料のEFを、二酸化炭素吸収地として示すのは不適切ではないか? 相当する量のバイオマス燃料生産に必要な面積や、相当するエネルギー量のバイオマス再生産に必要な面積で表すべきではないか?
（反論）3種類の面積の計算では、二酸化炭素吸収地が最小になるため、これを採用している。